# Sepsis neocynipsea
Sepsis neocynipsea är en tvåvingeart som beskrevs av Axel Leonard Melander och Arnold Spuler 1917. Sepsis neocynipsea ingår i släktet Sepsis och familjen svängflugor. Inga underarter finns listade i Catalogue of Life.